# يورغ فاينجر
يورغ فاينجر (بالألمانية: Jörg Vaihinger)‏ (و. 1962  م) هو منافس ألعاب قوى، وعداء سريع ألماني، ولد في دورتموند، شارك في الألعاب الأولمبية الصيفية 1992، والألعاب الأولمبية الصيفية 1988، والألعاب الأولمبية الصيفية 1984.

## روابط خارجية
- يورغ فاينجر على موقع الاتحاد الدولي لألعاب القوى (الإنجليزية)
- يورغ فاينجر على موقع أوليمبيديا (الإنجليزية)